# Heinrich Beck
Heinrich Christian Beck (Gotha, 1760 – Mannheim, 1803) è stato un commediografo tedesco.
Allievo del padre del teatro tedesco Konrad Ekhof, fu amico di Friedrich Schiller e ne interpretò varie opere (Beck era anche attore teatrale).
Dal 1799 al 1803 diresse il Teatro di Corte di Monaco di Baviera.